# امپرسیونیسم فرانسه (سینما)
امپرسیونیسم فرانسه (به انگلیسی: French Impressionism) جنبشی سینمایی است که در دهه ۱۹۲۰ در فرانسه شکل گرفت. این نسل از فیلمسازان کمتر به روایت سینمایی اهمیت می‌دادند و بیشتر به دنبال بازنمایی تصورات ذهنی و تخیلات و رویاهای کاراکترها در قالب فیلم هایشان بودند. در فیلم‌های آن‌ها شیفتگی به زیبایی‌ها و جلوه‌های بصری و علاقه به نقب زدن به دنیای درونی شخصیت‌ها و کندوکاو روانشناختی مشهود است. فیلم سمفونی دهم آبل گانس نخستین فیلم مهم جنبش سینمای امپرسیونیسم محسوب می‌شود.
در زمینهٔ فرم فیلم، امپرسیونیست‌ها بر این باور بودند که سینما نباید از روایت‌های تئاتری یا ادبی تقلید کند. آن‌ها زیربنای سینما را نه داستان‌ها، بلکه عواطف می‌دانستند و از این رو معتقد بودند که فرم سینمایی باید بر ریتم دیداری استوار باشد.

## ارتباط جنبش با صنعت سینمای فرانسه
از آنجا که در سال‌های جنگ جهانی اول تولید فیلم در فرانسه افت کرده بود، پس از جنگ بخش اعظم فیلم‌های روی پرده در فرانسه توسط هالیوود اشغال شده بود . در سال‌های پس از جنگ دو شرکت فیلمسازی فرانسه یعنی پاته و گومون، برای مقابله با تولیدات هالیوودی به دنبال بدیلی برای سینمای آمریکا می‌گشتند و از این رو امپرسیونیست‌ها و جنبش آوانگارد سینمایی در فرانسه فرصت مطلوبی برای جذب سرمایه پیدا کردند. بسیاری از کارگردان‌هایی که نقش محوری در جنبش امپرسیونیستی بازی کردند (آبل گانس، مارسل لربیه، ژرمن دولاک و ژان اپستاین) نخستین فیلم‌های خود را برای شرکت‌های فیلمسازی بزرگ ساختند.

## نظریه امپرسیونیستی سینما
اساس نظریات امپرسیونیستی را نظریات ریچیوتو کانودو نظریه‌پرداز ایتالیایی شکل داد. کانودو در سال ۱۹۱۱ بیانیهٔ تولد هنر ششم را در فرانسه منتشر کرد که در این بیانیه دو بحث مهم در حوزهٔ نظریه سینمایی مطرح شد؛ یکی بحث پیرامون واقع گرایی و رئالیسم سینمایی و دیگری در باب سینمای مبتنی بر فرم و ریتم که هدفش بازنمایی صرف واقعیت نیست. لویی دلوک، ژان اپستاین، آبل گانس و ژرمن دولاک نظریه‌پرداز/فیلمسازانی بودند که در کتاب‌ها و مقالاتشان به تبیین نظریه امپرسیونیستی سینما پرداختند و بعدها در کنار دیگر آوانگاردهای سینمایی به دنبال آفرینش سینمای ناب بودند. در ابتدا آنان همچون نخستین نظریه پردازان سینمایی (ویچل لیندزی و هوگو مانستربرگ از این دست بودند)، سعی داشتند به سینما مقام یک هنر را اعطا کنند. اینان سینما را از این رو که آشفتگی و بی مفهومی دنیا را به ریتم و ساختار مستقلی بدل می‌کند با سایر هنرها برابر می‌دانستند. امپرسیونیست‌ها در درجه‌ای بالاتر سینما را هنری مستقل معرفی کردند. این جنبش، موسیقی، شعر و مهم تر از همه دنیای تخیل را بخشی از عناصر تجربه سینمایی به شمار می‌آورد. لویی دلوک از سینما به عنوان تنها هنر به واقع مدرن یاد کرده‌است، زیرا از فناوری ای برای استیلیزه کردن زندگی واقعی استفاده می‌کند. ژرمن دولاک سینما را به «سمفونی دیداری» تشبیه کرده‌است و آبل گانس در هنر سینماتوگرافی اعلام کرد «زمانهٔ تصویر از راه رسیده است.» از دید گانس سینما به انسان‌ها نوعی آگاهی زیبایی شناسی دیداری جدید عطا می‌کند: تماشاگران «با چشم‌هاشان خواهند شنید.»
امپرسیونیست‌ها که از اولین مدرنیست‌های هنری بودند، در تقابلی با رئالیست‌ها، محصول هنر را واقعیت صرف نمی‌دانستند. آنان معتقد بودند که هنر تجربه‌ای شخصی از سوی هنرمند می‌آفریند و این تجربه احساساتی در درون تماشاگر را برمی انگیزاند. این احساسات نه از راه مستقیم بلکه از طریق بیدار کردن عواطف و احساسات با اشاره غیر مستقیم بیان می‌شوند. در واقع آثار هنری احساسات فرار، یا امپرسیون‌هایی، تولید می‌کنند. در سال ۱۹۲۰ این نگرش به هنر نسبتاً کهنه می‌نمود، زیرا در زیبایی شناسی رمانتیک و سمبلیک سدهٔ نوزدهم ریشه داشت.
دلوک تلاش داشت تصور خود را از این هنر جدید در واژه عرفانی «فتوژنی» خلاصه کند. فتوژنی کیفیتی ویژه سینماست که به تنهایی جهان و بشریت را در حرکتی ساده دگرگون می‌کند. لویی دلوک در حوالی سال ۱۹۱۸ این اصطلاح را به کار برد. وی فتوژنی را کیفیتی می‌دانست که یک نمای سینمایی را از شی اصلی که از آن فیلم گرفته می‌شود متمایز می‌سازد. او معتقد بود که فرایند فیلمبرداری از واقعیت، ادراکات تازه‌ای برای تماشاگر فراهم می‌کند که با دریافت او از واقعیت متفاوت است. دلوک فتوژنی را قاعدهٔ سینما و اپستاین آن را ناب‌ترین شکل سینما نامیده است: «با مفهوم فتوژنی ایدهٔ هنر سینما زاده شد. برای مفهوم تعریف ناپذیر فتوژنی چه تعریفی بهتر از این که نسبتش با سینما مانند نسبت رنگ است به نقاشی و حجم است به مجسمه‌سازی. فتوژنی جز منحصربه‌فرد این هنر است.» اپستاین در جایی دیگر فتوژنی را این گونه تعریف کرده‌است: «جنبه‌ای از اشیاء، موجودات یا افراد که شخصیت اخلاقی شان با بازتولید فیلمی ارتقا می‌یابد.» دمیتری کیرسانف دیگر فیلمساز امپرسیونیست می‌نویسد: «هر چیزی که در این جهان هستی دارد، بر پرده سینما هستی دیگری را می‌شناسد.» در واقع فتوژنی توسط خصوصیات دوربین فیلمبرداری ایجاد می‌شود به این گونه که قاب بندی اشیا را از محیط شان جدا می‌کند، فیلم سیاه و سفید صامت ظاهر و ارتباط تصویر با واقعیت را متحول می‌کند و جلوه‌های بصری تغییر شکل بیشتری را بر تولید سینمایی وارد می‌سازد. از این رو امپرسیونیست‌ها معتقد بودند که سینما با این ویژگی‌ها دسترسی ما به دنیایی ورای تجربهٔ روزمره را فراهم می‌آورد.

## مولفه‌های سبکی
سبک فیلم‌های امپرسیونیستی تا حدودی از اعتقادات کارگردان‌های این مکتب به سینما به عنوان شکلی هنری سرچشمه می‌گیرد. در فیلم‌های امپرسیونیستی عموماً تکنیک برای انتقال ذهنیت و عواطف شخصیت‌ها به کار برده می‌شد. این شامل تصویرهای روانی مانند خاطرات، تخیلات، رویاها، توهمات، نماهای دیدگاه اپتیکی (POV) و دریافت رویدادها از سوی شخصیت‌ها بدون استفاده از نماهای دیدگاه است. هرچند در همهٔ کشورهای دیگر هم فیلم‌ها از تمهیداتی مانند سوپرایمپوز برای نشان دادن افکار و احساسات آدمی بهره می‌جستند، اما امپرسیونیست‌ها در این جهت بسیار جلوتر رفتند.

### میزانسن
چون امپرسیونیست‌ها بیشتر به اثرات کار دوربین و تدوین بر موضوعی که از آن فیلمبرداری می‌کردند علاقه داشتند، بخش کوچکی از تمایزات این مکتب به حوزه میزانسن مربوط می‌شود و از این لحاظ در نقطه مقابل جنبشی که همزمان با آن‌ها در آلمان شکل گرفته بود یعنی اکسپرسیونیست‌ها جای می‌گیرند.

#### صحنه
امپرسیونیست‌ها با به کارگیری دکورهای مدرنیستی و فیلمبرداری در محل‌های واقعی سعی داشتند صحنه‌ها و مکان‌های چشمگیری برای فیلم هایشان برگزینند. از آن جا که امکانات و وسعت استودیوهای فرانسوی با همتایان آمریکایی و آلمانی شان قابل مقایسه نبود، فیلمسازان فرانسوی بیش از فیلمسازان دیگر کشورها به سراغ محل‌های واقعی برای فیلمبردری می‌رفتند. از این رو بناهای تاریخی فرانسه در بسیاری از فیلم‌های صامت فرانسوی دیده می‌شوند. بدین سان فیلمسازان فرانسوی دهه ۱۹۲۰ با فیلمبرداری در طبیعت و روستاهای فرانسوی، نقصان یاد شده را به مزیت کارشان تبدیل کردند.

#### بازیگری
چون امپرسیونیست‌ها معتقد بودند که فیلم‌ها برای پرهیز از کیفیت تئاتری باید از بازی‌های ناتورالیستی بهره بگیرند، بازیگری در بیشتر فیلم‌های امپرسیونیستی با خویشتنداری چشمگیری همراه است.

#### نورپردازی

پوستر فیلم ناپلئون به کارگردانی آبل گانس (۱۹۲۷)

امپرسیونیست‌ها علاقه‌مند بودند اشیا را چنان نورپردازی کنند که فتوژنی آن‌ها حتی الامکان افزایش یابد.

#### رنگ
در سینما، رنگ‌ها الزاماً نباید بازتاب دقیق واقعیت باشند. در واقع، در بسیاری از آثار، به ویژه فیلم‌های با رویکرد امپرسیونیستی، رنگ‌ها به شیوه‌ای ذهنی و احساسی دستکاری می‌شوند تا تأثیرات عمیق‌تری بر بیننده بگذارند.

### کار با دوربین و قاب بندی
امپرسیونیست‌ها سخت به ارتقاء فتوژنی فیلم هایشان علاقه‌مند بودند. از این رو در زمینهٔ کار با دوربین بسیار پیشرو بودند و علاقه زیادی به نوآوری‌های تکنیکی در زمینه کار با دوربین و استفاده از جلوه‌های نوری نظیر سوپرایمپوز داشتند. ممکن بود استفاده از این تمهیدات در جهت تأثیرگذارتر کردن و چشم‌نواز کردن تصویر سینمایی باشد اما از آنجا که امپرسیونیست‌ها از هیچ کوششی برای نقب زدن به دنیای درونی کاراکترهای فیلم هایشان دریغ نمی‌کردند، در بیشتر اوقات منظور از به کارگیری حقه‌های نوری انتقال احساسات ملموس شخصیت‌ها بود. به‌طور مثال درهم آمیزی تصاویر ممکن بود افکار، عواطف یا خاطرات شخصیت را بیان کند.
فیلمبرداری از درون آینه انحنادار نیز راهی بود برای آن که تصویر سینمایی را از شکل طبیعی آن خارج کنند و به‌طور مثال از این تصویر از ریخت افتاده به عنوان نمای دیدگاه استفاده کنند. همچنین از فوکوس خارج کردن دوربین و تار کردن تصویر می‌توانست بر حالت درونی شخصیت فیلم دلالت کند. قاب بندی نما نیز می‌توانست نقطه دید خاص یا وضعیت درونی ویژه کاراکتر را به مخاطب القا کند.
آبل گانس در فیلم ناپلئون با استفاده از سه دوربین سکانس‌هایی از فیلم را به صورت عریض فیلمبرداری کرد. این قطع که خود آن را سه لته‌ای می‌نامید، از اولین نمونه‌های پرده عریض در تاریخ سینما به شمار می‌رود. گانس از این جلوه برای ارائه یک چشم‌انداز وسیع و همچنین ایجاد روایت موازی و قرار دادن سه تصویر مجزا استفاده کرد. وی همچنین در فیلم چرخ ماسک‌های گوناگون دایره‌ای و بیضی شکل به کار برد.

### تدوین
در مکتب امپرسیونیست فرانسه روایت اغلب نسبت به تدوین ریتمیک محض اولویت دوم را داشت. در سال ۱۹۲۳ دو فیلم چرخ ساختهٔ آبل گانس و قلب وفادار اثر ژان اپستاین به نمایش درآمدند که برای بیان وضعیت روحی شخصیت فیلم از تدوین بسیار سریع استفاده کرده بودند. این نوع تدوین که به سرعت به یکی از علائم مشخصه فیلم‌های امپرسیونیستی بدل شد، با استفاده از نماهای کوتاه بعضاً تک فریم، سعی داشت تا احساسات و هیجانات کاراکتر را مخصوصا در نقاط اوج داستان به مخاطب منتقل کند. به‌طور مثال در فیلم چرخ سکانسی وجود دارد که در آن حالات عصبی و هیجان شخصیت فیلم با تدوین سریع همراه می‌شود و در این سکانس از نماهایی استفاده شده‌است که کمتر از یک ثانیه بر روی پرده می‌ماند. اینجا احساسات و درونیات کاراکتر کمتر از طریق بازی و بیشتر به کمک تدوین تند و ضرباهنگین به تصویر کشیده می‌شود. در فیلم چرخ صحنه‌ای وجود دارد که نخستین مورد شناخته شدهٔ کاربرد نماهای تک فریم در تاریخ سینماست. امپرسیونیست‌ها با استفاده از تدوین تند کمابیش به سبک ریتمیک که در نوشته هایشان خواستار آن شده بودند رسیدند.

## مولفه‌های تماتیک

پوستر فیلم آینه سه بر به کارگردانی ژان اپستاین (۱۹۲۷)

تمهیدات سبکی امپرسیونیست‌ها به نحو حیرت انگیزی نو و ابتکاری، اما بیشتر روایت‌های آن‌ها روایت‌های متعارف بودند. روایت و طرح داستانی اکثر فیلم‌های امپرسیونیستی به گونه‌ای بود که در آن قهرمان فیلم طی سلسله‌ای از حوادث به موقعیتی دچار می‌شود که این موقعیت‌ها بستری برای استفاده از تمهیدات سبکی و بیان احساسات و درونیات کاراکتر را مهیا می‌کند؛ در این موقعیت ممکن است شاهد تعدادی فلاش بک باشیم یا تصاویری از تخیلات، رویاها یا توهمات او را نظاره کنیم. شخصیت‌های فیلم‌های امپرسیونیستی مست می‌کنند، کور می‌شوند یا در معرض خودکشی و مرگ قرار می‌گیرند و تمام این‌ها از طریق تکنیک‌های سبکی مناسب و ارائه تصاویر مسحورکننده به شکلی تأثیرگذار به تصویر برگردانده می‌شود. آکسیون معمولاً به شیوه‌ای متعارف پیش می‌رود و از صحنه‌هایی تشکیل شده‌است که طی آن بیننده فرصت کافی برای تامل بر روی واکنش‌ها و اوضاع روحی شخصیت‌ها پیدا می‌کند. در نتیجه روایت‌های فیلم‌های امپرسیونیستی به مقدار زیادی به انگیزش‌های روانی شخصیت‌ها متکی اند. در اینجا هم چون روایت‌های کلاسیک، علت‌ها و معلول‌ها الگوی بسط فرمال فیلم را به وجود می‌آورند، اما علت‌ها بیشتر از خصوصیات و دلمشغولی‌های متضاد شخصیت‌ها بر می‌خیزد.
اما اغلب امپرسیونیست‌ها در نظریه هایشان نگاه متفاوتی به این مقوله داشتند. ژرمن دولاک کسانی را که سنگ روایت را بر سینه می‌زنند به «خطایی جنایتکارانه» متهم کرد. ژان اپستاین داستان‌های سینمایی را دروغ می‌خواند و معتقد بود: «داستانی در کار نیست، هرگز داستانی در کار نبوده است؛ فقط موقعیت‌هایی هست بی سر و ته، بی هیچ آغاز و میانه و انجامی.» آینه سه بر اثر ژان اپستاین یکی از متهورانه‌ترین فیلم‌های جنبش امپرسیونیستی، طرح داستانی پیچیده و مبهمی خلق می‌کند. سه زن بسیار متفاوت روابط خود را با مرد واحدی توصیف می‌کنند و قصه‌های آن‌ها تصویر متناقضی از این مرد ترسیم می‌کند. در این روایت راشومون وار، تقریباً تمامی روایت از صافی مشاهدات این سه زن می‌گذرد و مشاهده مستقیم مرد در سکانس پایانی فیلم، چیز زیادی دربارهٔ او برای ما روشن نمی‌کند.

## پایان امپرسیونیسم فرانسه
از سه جنبش فیلمسازی اروپایی در دهه ۱۹۲۰ همزمان شکل گرفتند، یعنی امپرسیونیسم فرانسه، اکسپرسیونیسم آلمان و مونتاژ شوروی، امپرسیونیسم فرانسه از همه دیرتر پایید؛ ۱۹۱۸ تا ۱۹۲۹. در اواخر دهه بیست چند عامل به سقوط این جنبش کمک کردند. در اواخر این دهه علائق فیلمسازان امپرسیونیست از یکدیگر فاصله گرفت و گروهی از فیلمسازان این جنبش به فیلمسازی در سبک‌های دیگری علاقه‌مند شدند. همچنین این گونه به نظر می‌رسید که موفقیت این جنبش سبب شده‌است که در فیلم‌های بسیاری از تکنیک‌های ابداعی و ویژه آن‌ها استفاده شود. اپستاین در سال ۱۹۲۷ به این موضوع اشاره کرد: «تمهیدات اصیلی مانند مونتاژ سریع و حرکت پن یا تراکینگ دوربین امروز به ابتذال کشیده شده‌اند. آن‌ها کهنه شده‌اند و لازم است از سبک دیداری چشمگیر دوری جست تا بتوان فیلمی ساده پدید آورد.» عامل دیگری که در جنبش امپرسیونیسم انشقاق ایجاد می‌کرد، ظهور فیلم‌های تجربی از قبیل فیلم‌های سورئالیستی، دادائیستی و انتزاعی (که تماماً به همراه فیلم‌های امپرسیونیستی تحت عنوان «سینمای ناب» شناخته می‌شد) بود که در برنامه‌های سینمای هنری و سینه کلوب‌ها در کنار فیلم‌های امپرسیونیستی نمایش داده می‌شدند. طبیعی بود که این گونه پراکندگی سبکی سرانجام هرگونه یگانگی را در میان آثار امپرسیونیست‌ها از بین برد و به حیات این نهضت پایان داد. در آخرین سال‌های دهه ۱۹۲۰ شرکت‌های بزرگ تولید فیلم نظیر پاته و گومون علاقه‌ای به تأمین مالی فیلم‌های امپرسیونیستی نشان نمی‌دادند و از طرفی هم فیلمسازان امپرسیونیستی کمپانی‌های مستقل خودشان را از دست دادند و این گونه برای تأمین مالی ساخت فیلم با مشکل روبرو بودند. ورود صدا به سینما در سال ۱۹۲۹ و هزینهٔ بیشتر تولید فیلم ناطق عملاً بازیابی استقلال از دست رفته را برای امپرسیونیست‌ها به امری غیرممکن مبدل ساخت.

## وقایع نگاری سینمای امپرسیونیستی فرانسه
| سال  | فیلم‌ها | رویدادها                                                                                            |
| ۱۹۱۸ | سمفونی دهم به کارگردانی آبل گانس | نوامبر: با تسلیم آلمان و اتریش جنگ جهانی نخست پایان می‌یابد.                                         |
| ۱۹۱۹ | متهم می‌کنم ساخته آبل گانس رز- فرانس ساخته مارسل لربیه | تابستان: شرکت مستقل «فیلمز آبل گانس» تشکیل می‌شود.                                                   |
| ۱۹۲۰ | کارناوال حقایق اثر مارسل لربیه مرد دریای باز به کارگردانی مارسل لربیه | ژانویه: لویی دلوک انتشار «نشریه سینه کلوب» را شروع می‌کند، بعد در آوریل نشریه «سینه» را منتشر می‌کند. |
| ۱۹۲۱ | تب ساخته لویی دلوک الدورادو ساخته مارسل لربیه | |
| ۱۹۲۲ | زنی از هیچ جا ساخته لویی دلوک چرخ ساخته آبل گانس | شرکت در تبعید یرمولیف که از شوروی به فرانسه آمده است، «فیلمز آلباتروس» نام می‌گیرد.                  |
| ۱۹۲۳ | مسافرخانه سرخ اثر ژان اپستاین قلب وفادار ساخته ژان اپستین بچه کوچک به کارگردانی مارسل لربیه فروشنده لذت ساخته ژاک کاتلین دون ژوان و فاوست اثر مارسل لربیه اجاق سوزان به کارگردانی ایوان موسژوکین و الکساندر ولکوف مادام بوده خندان اثر ژرمن دولاک | |
| ۱۹۲۴ | نمایش ترسناک کار ژاک کاتلین موجود غیر انسانی ساخته مارسل لربیه نیورنز زیبا اثر ژان اپستاین کاترین ساخته البرت دیدونه کین ساخته الکساندر ولکوف سیل ساخته لویی دلوک ریشخند سرنوشت اثر دمیتری کیرسانف                                                | مارس: مرگ لویی دلوک                                                                                 |
| ۱۹۲۵ | پوستر ساخته ژان اپستاین مرحوم ماتیاس پاسکال اثر مارسل لربیه دختر آب ساخته ژان رنوار چهره‌های کودکان اثر ژاک فدر | |
| ۱۹۲۶ | گریبیش اثر ژاک فدر منیل مونتان اثر دمیتری کیرسانف | شرکت «فیلمز ژان اپستاین» تشکیل می‌شود.                                                               |
| ۱۹۲۷ | شش و نیم در یازده اثر ژان اپستاین آینه سه بر به کارگردانی ژان اپستاین ناپلئون ساخته آبل گانس | |
| ۱۹۲۸ | مه پاییزی اثر دمیتری کیرسانف سقوط خاندان آشر اثر ژان اپستاین دخترک کبریت فروش ساخته ژان رنوار | شرکت ژان اپستاین ورشکسته می‌شود. شرکت مارسل لربیه به نام «سینه گرافیک» جذب شرکت «سینه رمان» می‌شود.   |
| ۱۹۲۹ | پول به کارگردانی مارسل لربیه پایان زمین اثر ژان اپستاین | |